# Ичин
Ичин (лезг. Ичин) — село в Сулейман-Стальском районе Дагестана. Входит в состав сельского поселения сельсовет Цмурский.

## География
Расположено в 14 км к западу от райцентра села Касумкент, на левом берегу реки Ичинвац.

## Этимология
Ичин буквально "яблочный".

## История
Родовое село Лезгинского сихила ичинар.

## Население
| 1895 | 1926 | 1939 | 1970 | 1989 | 2002 | 2010 |
| ---- | ---- | ---- | ---- | ---- | ---- | ---- |
| 481  | ↘434 | ↘394 | ↘347 | ↘160 | ↗318 | ↗333 |
| 2021 |      |      |      |      |      |      |
| ↘305 |      |      |      |      |      |      |